# Álvaro Tejero
Pour les articles homonymes, voir Tejero.
Álvaro Tejero Sacristán, né le 20 juillet 1996 à Madrid, est un footballeur espagnol évoluant au poste d'arrière droit à l'Aris Salonique.

## Biographie
Tejero est formé dans le club phare de sa ville natale, le Real Madrid, de 2005 à 2015. Il gravit les échelons petit à petit et commence ainsi sa carrière avec l'équipe C. Tejero rejoint rapidement le Real Madrid Castilla, réserve du club, au mois de juillet 2015. Rapidement à l'aise au sein de l'effectif, il aide l'équipe, sous la houlette de Zinédine Zidane, à terminer première de son groupe en Segunda División B en 2016.
Tejero est convoqué en équipe première lors de la saison 2015-2016. Il dispute son premier match le 2 décembre 2015 face au Cádiz CF en Coupe d'Espagne. Après cela, il n'est pas rappelé et continue de jouer avec Castilla. En décembre 2016, Tejero délivre une passe décisive à Mariano Díaz durant un match de Coupe contre le Cultural Leonesa remporté 6-1. Le 26 avril 2017, Tejero joue son premier match de Liga en remplaçant Raphaël Varane lors d'un écrasant succès 2-6 au Deportivo La Corogne. Mais Zidane, maintenant entraîneur des Merengues, ne compte pas sur le jeune arrière madrilène et ce dernier continue donc de jouer en équipe B où il est un titulaire indiscutable.
Pour la saison 2018-2019, Tejero est prêté à l'Albacete Balompié qui évolue en Segunda División. Il s'adapte rapidement et gagne une place de titulaire conservée tout au long de l'exercice. Ce prêt permet à Tejero de s'épanouir et se révéler. Il réalise de belles performances et distribue dix passes décisives.
Le 26 juin 2019, Tejero signe à la SD Eibar, pensionnaire de Liga. Il est titulaire pour ses débuts contre le RCD Majorque le 17 août 2019 durant la première journée de championnat mais le club subit une défaite 2-1. Tejero peine à s'imposer durablement au sein de l'effectif d'Eibar et apparaît à vingt reprises.
Le 5 octobre 2020, après deux apparitions en championnat avec Eibar, Tejero est prêté une saison au Real Saragosse, qui évolue en Segunda División.
De retour à Eibar, désormais relégué, pour la saison 2021-2022, Tejero s'impose au sein de l'effectif et devient l'un des meilleurs arrières latéraux de Segunda División lors des deux saisons suivantes. À l'issue de la saison 2023-2024 où il inscrit deux buts et délivre sept passes décisives en championnat, le défenseur décide de quitter le club et des rumeurs font un temps état d'un intérêt de son ancien club du Real Saragosse.
Le 9 juillet 2024, Tejero s'engage librement pour une saison, avec une supplémentaire en option, en faveur du club catalan du RCD Espanyol, tout juste promu en Liga,.

## Palmarès
Avec son club formateur, le Real Madrid, Tejero est sacré champion d'Espagne en 2017.